# Dormideira-cinzenta
Dipsas neuwiedi é uma pequena espécie de serpente não peçonhenta da família Dipsadidae endêmica da Mata Atlântica. Em algumas localidades do Brasil esta espécie é popularmente conhecida como cobra dormideira-cinzenta ou casco-de-burro.
Alimenta-se preponderantemente de moluscos. Esta espécie possui adaptações morfológicas no crânio e mandibulas as quais auxiliam na remoção de gastrópodes de suas conchas.
Até 2018 a espécie era classificada como pertencente ao gênero Sybilomorphus. Entretanto, análises moleculares e filogenéticas de 2012 e 2018 sugeriram que o gênero Sibynomorphus deveria ser sinonimizado como Dipsas.

## Habitat
Esta espécie de cobra é amplamente distribuída pela Mata Atlântica, percorrendo o litoral brasileiro do Estado de Pernambuco até a fronteira de Santa Catarina e Rio Grande do Sul em fragmentos de floresta ombrófila e campos de cerrado, incluindo enclaves de mata na caatinga.  

## Características e Comportamento
É uma espécie terrestre e possui hábitos noturnos. Devido ao seu padrão de cores, é frequentemente confundida com espécies de jararaca, mas é totalmente inofensiva. Associada a formações abertas como campos e cerrados.. Serpente de pequeno porte, coloração escura, manchas no dorso e ventre claro.
Apesar de estarem no mesmo grupo que outras cobras venenosas, não possui veneno perigosos a humanos   e nem aparato de injeção de veneno. Porém, possuem glândulas infralabiais associadas a seu hábito alimentar .

## Alimentação
Sua dieta moluscívora consiste basicamente de lesmas e caracóis, semelhante ao observado para as demais espécies da subfamília Dipsadidae. Por isso são conhecidas como "Papa-lesmas" ou goo-eaters, em inglês. Possui características do crânio que permitem ao animal alimentar-se de gastrópodes, sem fraturar suas conchas. Estas serpentes inicialmente mordem as partes moles do caracol, secretando nelas o produto das glândulas orais ou infralabiais, o que provoca quebra de moléculas do muco do molusco; numa segunda etapa, retiram o animal já inerte da sua própria concha e o engolem.

## Reprodução
É ovípara com ciclo reprodutivo sazonal entre julho e dezembro, havendo registro de uma desova composta por 10 ovos. Quando capturadas utilizam descargas cloacais fétidas como comportamento defensivo.